# Acryptolaria pygmaea
Acryptolaria pygmaea is een hydroïdpoliep uit de familie Lafoeidae. De poliep komt uit het geslacht Acryptolaria. Acryptolaria pygmaea werd in 2010 voor het eerst wetenschappelijk beschreven door Peña Cantero & Vervoort. 